# تساراماسوآندرو
تساراماسوآندرو (به لاتین: Tsaramasoandro) یک منطقهٔ مسکونی در ماداگاسکار است که در آنالامانگا واقع شده‌است. تساراماسوآندرو ۹٬۷۴۷ نفر جمعیت دارد و ۱٬۱۰۰ متر بالاتر از سطح دریا واقع شده‌است.